# Risiocnemis erythrura
Risiocnemis erythrura là loài chuồn chuồn trong họ Platycnemididae. Loài này được Brauer mô tả khoa học đầu tiên năm 1868.